# Harald Müller (Jurist)
Harald Müller (* 20. Juni 1949 in Pforzheim) ist ein deutscher Rechtsbibliothekar und Jurist.

## Leben
Müller ist promovierter Jurist und Bibliothekar, er gilt als langjähriger Experte auf dem Gebiet des Bibliotheksrechts mit 175 Veröffentlichungen und über 425 Vorträgen. Er war bis 2009 Vorsitzender der Rechtskommission des Deutschen Bibliotheksverbandes. Derzeit ist er Stellvertretender Sprecher des Aktionsbündnisses Urheberrecht für Bildung und Wissenschaft sowie Mitglied der Experts Group on Information Law (EGIL) des European Bureau of Library, Information and Documentation Associations (EBLIDA), der Document Delivery and Resource Sharing Section von IFLA (International Federation of Library Associations and Institutions), der AG Rechtliche Rahmenbedingungen der Allianz der deutschen Wissenschaftsorganisationen sowie der AG Recht bei nestor, dem deutschen Kompetenznetzwerk zur digitalen Langzeitarchivierung. Frühere Tätigkeiten umfassten Ämter in nationalen und internationalen bibliothekarischen Organisationen wie etwa Deutsches Bibliotheksinstitut, International Association of Law Libraries (IALL) und IFLA Committee for Copyright and Legal Matters. Müller gehört zu den regelmäßigen Teilnehmern und Rednern des Deutschen Bibliothekartags, des Weltkongress Bibliothek & Information der IFLA, des Deutschen Archivtages und anderen einschlägigen Veranstaltungen und ist Dozent für Bibliotheksrecht an der Bibliotheksakademie Bayern.
Bisherige berufliche Positionen
- Policy Adviser der International Federation of Library Associations and Institutions (IFLA) (2014–2015);
- Direktor der Bibliothek des Max-Planck-Instituts für ausländisches öffentliches Recht und Völkerrecht in Heidelberg (2002–2014);
- stellv. Direktor der Bibliothek des Max-Planck-Instituts für ausländisches öffentliches Recht und Völkerrecht in Heidelberg (1981–2002);
- Bibliothekar an der Universitätsbibliothek Mannheim (1979–1981);
- wissenschaftl. Assistent Lehrstuhl für Zivilrecht Universität Mannheim (1978–1979).

Müller ist ein Ur-Enkel des Bildhauers Heinrich Bauser und damit ein Ur-Ur-Enkel von dessen Vater Johann Bauser.